# Bathycongrus macrurus
Bathycongrus macrurus és una espècie de peix pertanyent a la família dels còngrids.

## Descripció
- Pot arribar a fer 25 cm de llargària màxima.[6][7]

## Hàbitat
És un peix marí i batidemersal que viu entre 265 i 590 m de fondària.

## Distribució geogràfica
Es troba al Pacífic oriental central: des del golf de Califòrnia fins a Panamà.

## Observacions
És inofensiu per als humans.